# Santo António (Príncipe)
Santo António ist der Hauptort von Príncipe und Verwaltungssitz des die Insel umfassenden Distrikts Pagué des äquatorialafrikanischen Inselstaates São Tomé und Príncipe. Er liegt im Nordosten der Insel an einer Bucht und am Fluss Palhota.
Bei der Volkszählung 2012 hatte die Kleinstadt 2576 Einwohner.

## Geschichte
Santo António wurde 1502 gegründet. Die Stadt ist nach dem Tag benannt, an dem portugiesische Seefahrer die Insel Príncipe entdeckt hatten, dem 17. Januar 1471, dem Tag des hl. Antonius. Santo António war in der Frühen Neuzeit ein Zentrum der Zuckerproduktion und von 1753 bis 1852 die Hauptstadt der portugiesischen Kolonie São Tomé und Príncipe.
Das Ortsbild ist bis heute von der Kolonialarchitektur und von mehreren Kirchen aus der portugiesischen Zeit geprägt.

## Verkehr
Der Flughafen Príncipe liegt 2 km nördlich. Asphaltstraßen und Pistenverbindungen bestehen in den Norden und den Süden der 16 km langen Insel.